# حمزة زياد
حمزة زياد (29 فبراير 1988 بباتنة في الجزائر) هو لاعب كرة قدم جزائري في مركز الوسط. لعب مع شباب أوراس باتنة وشبيبة القبائل ومولودية باتنة.

## وصلات خارجية
- حمزة زياد على موقع قاعدة بيانات كرة القدم.إي يو (الإنجليزية)
- حمزة زياد على موقع Soccerway.com (الإنجليزية)